# أثر أنريب
يعد أَثَرُ أنرِيب (مقاومة جريان الدم من القلب) طريقة تنظيم ذاتي يزداد فيها انقباض عضلة القلب مع الحمولة التِلوِيَّة. وقد ثبت من خلال التجارب أن الحمولة التِلوِيَّة الزائدة تتسبب في حدوث زيادة خطية نسبية في تأثير التقلص العضلي البُطيني.
ويوجد هذا الأثر في مستحضرات القلب مزال التعصيب، مثل مستحضر ستارلينغ، ويمثل هذا في حد ذاته آلية تنظيمية ذاتية حقيقية.
ولقد سُمي أثر أنرِيب بهذا الاسم نسبةً إلى عالم الفسيولوجيا الروسي جليب فون أنريب (1889–1955)، الذي قام بوصفه عام 1912.
ومن الناحية الوظيفية، يسمح أثر أنريب للقلب بتعويض زيادة حجم نهاية الانقباض الموجود، وانخفاض حجم النَّفضة الذي يحدث عند زيادة ضغط الدم الأورطي. وبدون وجود أثر أنريب، فإن أي زيادة في ضغط الدم الأورطي سوف تُحدِث انخفاضًا في حجم النفضة مما يضر الدورة الدموية الجارية إلى الأنسجة المُحيطية والحشوِيَّة.